# Fabio Fognini
Fabio Fognini (San Remo, 1987. május 24. –) hivatásos olasz teniszező, párosban egy tornagyőzelemmel rendelkezik. 2011-ben a Roland Garros negyeddöntőjébe jutott, ahol Novak Đoković ellen sérülés miatt már nem állt ki. Legjobb páros eredményét a 2011-es US Openen érte el honfitársa, Simone Bolelli oldalán, ahol elődöntőbe jutott.

## ATP- döntői

### Egyéni (0-1)
| Legend                            |
| --------------------------------- |
| Grand Slam (0–0)                  |
| ATP World Tour Finals (0–0)       |
| ATP World Tour Masters 1000 (0–0) |
| ATP World Tour 500 Series (0–0)   |
| ATP World Tour 250 Series (0–1)   |

|       | No. | Idő                | Torna             | Borítás | Ellenfél     | Eredmény |
| ----- | --- | ------------------ | ----------------- | ------- | ------------ | -------- |
| Döntő | 1.  | 2012. áprilils 29. | Bukarest, Románia | Salak   | Gilles Simon | 4–6, 3–6 |

### Páros döntői: 4 (1–3)
|          | No. | Idő               | Torna               | Borítás | Partner           | Ellenfél                   | Eredmény         |
| -------- | --- | ----------------- | ------------------- | ------- | ----------------- | -------------------------- | ---------------- |
| Döntő    | 1.  | 2008. július 14.  | Umag, Horvátország  | Salak   | Carlos Berlocq    | Michal Mertiňák Petr Pála  | 6–2, 3–6, [5–10] |
| Döntő    | 2.  | 2010. február 27. | Acapulco, Mexikó    | Salak   | Potito Starace    | Łukasz Kubot Oliver Marach | 0–6, 0–6         |
| Győzelem | 1.  | 2011. július 30.  | Umag, Horvátország  | Salak   | Simone Bolelli    | Marin Čilić Lovro Zovko    | 6–3, 5–7, [10–7] |
| Döntő    | 3.  | 2012. április 14. | Casablanca, Marokkó | Salak   | Daniele Bracciali | Dustin Brown Paul Hanley   | 5–7, 3–6         |